# Calvin Paige

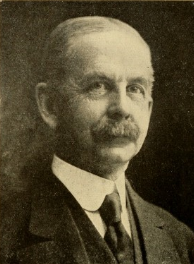
Calvin DeWitt Paige

Calvin DeWitt Paige (* 20. Mai 1848 in Southbridge, Worcester County, Massachusetts; † 24. April 1930 ebenda) war ein US-amerikanischer Politiker. Zwischen 1913 und 1925 vertrat er den Bundesstaat Massachusetts im US-Repräsentantenhaus.

## Werdegang
Calvin Paige besuchte die öffentlichen Schulen seiner Heimat. Später wurde er ein erfolgreicher Geschäftsmann. Er wurde Präsident der Firma Central Cotton Mills Co, der Southbridge Savings Bank und der Edwards Co. Außerdem schlug er als Mitglied der Republikanischen Partei eine politische Laufbahn ein. Er war Mitglied im Gemeinderat von Southbridge sowie in den Jahren 1878 und 1879 Abgeordneter im Repräsentantenhaus von Massachusetts. Im Juni 1884 nahm er als Delegierter an der Republican National Convention in Chicago teil, auf der James G. Blaine als Präsidentschaftskandidat nominiert wurde. In den Jahren 1906 und 1907 gehörte er zum Beraterstab des Gouverneurs von Massachusetts.
Nach dem Tod des Abgeordneten William Wilder wurde Paige bei der fälligen Nachwahl für den dritten Sitz von Massachusetts als dessen Nachfolger in das US-Repräsentantenhaus in Washington, D.C. gewählt, wo er am 4. November 1913 sein neues Mandat antrat. Nach fünf Wiederwahlen konnte er bis zum 3. März 1925 im Kongress verbleiben. In seine Zeit im Kongress fiel der Erste Weltkrieg. Außerdem wurden in den Jahren 1919 und 1920 der 18. und der 19. Verfassungszusatz ratifiziert.
Nach dem Ende seiner Zeit im US-Repräsentantenhaus zog sich Calvin Paige aus der Politik zurück. In den folgenden Jahren arbeitete er im Bankgewerbe. Er starb am 24. April 1930 in seinem Geburtsort Southbridge.